# Kamil Wałęga
Kamil Wałęga (ur. 21 lipca 2000 w Cieszynie) – polski hokeista, reprezentant Polski.

## Kariera
- JKH GKS / Zryw do lat 14 (2013/2014)
- JKH GKS Jastrzębie do lat 16 (2015/2016)
- JKH GKS Jastrzębie do lat 20 (2017)
- SMS PZHL Sosnowiec do lat 18 (2016/2017)
- SMS PZHL Sosnowiec do lat 20 (2016/2017)
- JKH GKS Jastrzębie do lat 18 (2017/2018)
- JKH GKS Jastrzębie do lat 20 (2018, 2019)
- SMS PZHL Katowice do lat 18 (2017/2018)
- SMS PZHL Katowice do lat 20 (2017/2018)
- SMS PZHL Katowice (2018/2019)
- JKH GKS Jastrzębie (2018-2021)
  -  SMS PZHL Katowice (2019/2020)
- MHk 32 Liptovský Mikuláš (2021-2023)
- HC Oceláři Trzyniec (2023-)

Wychowanek klubu JKH GKS Jastrzębie. Od sezonu 2016/2017 występuje w zespole seniorskim tego klubu (zadebiutował w seniorskiej lidze 14 października 2018). W sierpniu 2021 związał się ze słowackim klubem MHk 32 Liptovský Mikuláš. W maju 2023 został ogłoszony zawodnikiem czeskiego klubu HC Oceláři Trzyniec.
W barwach reprezentacji Polski do lat 18 uczestniczył w turniejach mistrzostw świata juniorów do lat 18 edycji 2017 (Dywizja IB), 2018 (Dywizja IIA). W barwach reprezentacji Polski do lat 20 uczestniczył w turniejach mistrzostw świata juniorów do lat 20 edycji 2019, 2020 (Dywizja IB). Podjął występy w seniorskiej kadrze Polski. Uczestniczył w turniejach mistrzostw świata edycji 2022, 2023 (Dywizja IB), 2024 (Elita).

## Osiągnięcia
Reprezentacyjne

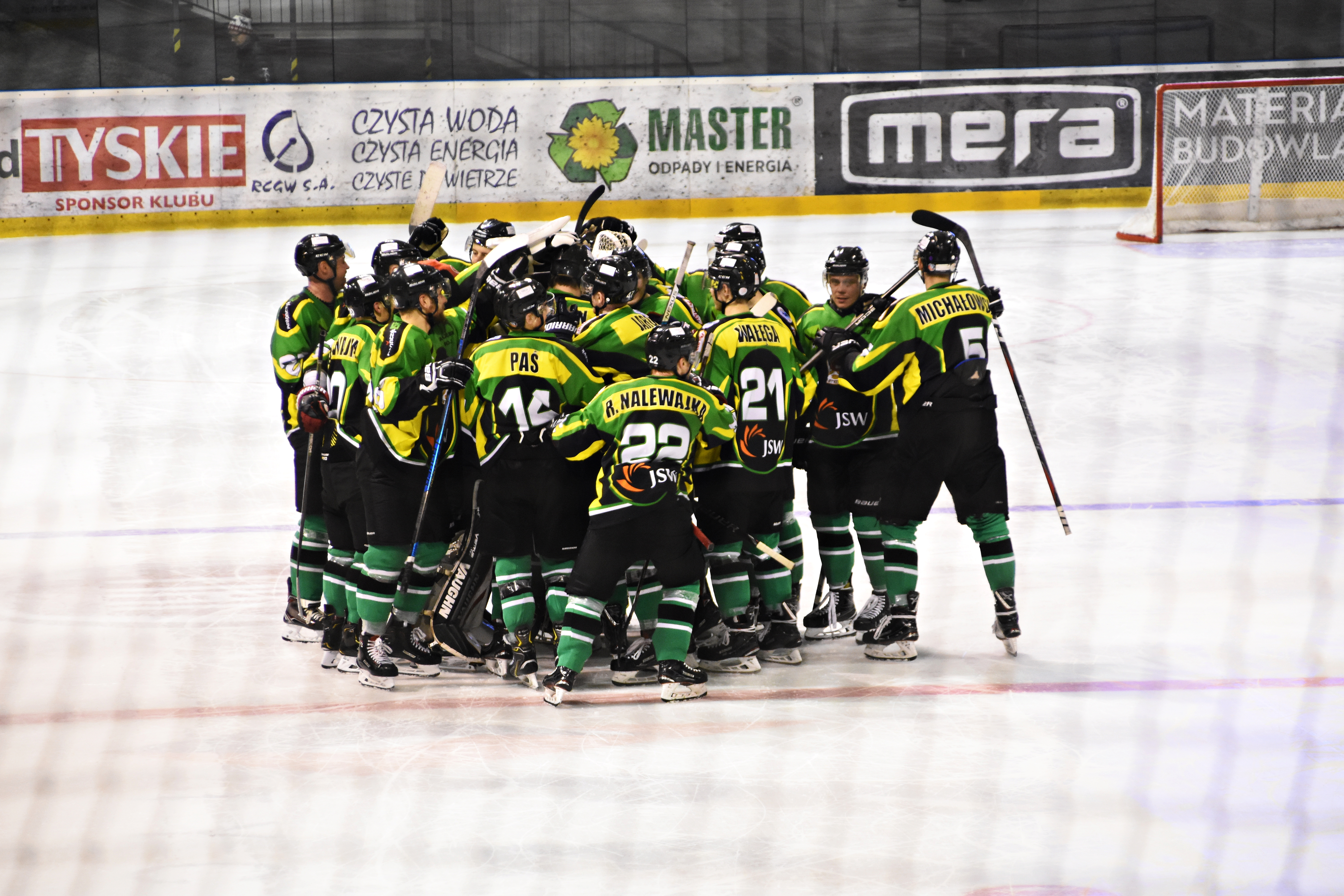
Kamil Wałęga (stoi tyłem z numerem 21) z drużyną JKH po zdobyciu Pucharu Polski 2018

- Awans do mistrzostw świata I Dywizji Grupy A: 2022
- Awans do mistrzostw świata Elity: 2023

Klubowe
- Brązowy medal mistrzostw Polski juniorów: 2017, 2019 z JKH GKS Jastrzębie do lat 20
- Srebrny medal mistrzostw Polski juniorów: 2018 z JKH GKS Jastrzębie do lat 20
- Puchar Polski: 2018, 2019, 2021 z JKH GKS Jastrzębie
- Puchar Wyszehradzki: 2020 z JKH GKS Jastrzębie
- Brązowy medal mistrzostw Polski: 2020[6] z JKH GKS Jastrzębie
- Superpuchar Polski: 2020 z JKH GKS Jastrzębie
- Złoty medal mistrzostw Polski: 2021 z JKH GKS Jastrzębie

Indywidualne
- Mistrzostwa świata do lat 18 w hokeju na lodzie mężczyzn 2018/II Dywizja#Grupa A:
  - Pierwsze miejsce w klasyfikacji strzelców turnieju: 8 goli[7]
  - Trzecie miejsce w klasyfikacji asystentów turnieju: 5 asyst[8]
  - Drugie miejsce w klasyfikacji kanadyjskiej turnieju: 11 punktów[9]
  - Trzecie miejsce w klasyfikacji +/- turnieju: +12[10]
- Mistrzostwa Świata Juniorów w Hokeju na Lodzie 2020/I Dywizja#Grupa B:
  - Drugie miejsce w klasyfikacji strzelców turnieju: 6 goli[11]
  - Czwarte miejsce w klasyfikacji asystentów turnieju: 5 asyst[12]
  - Drugie miejsce w klasyfikacji kanadyjskiej turnieju: 11 punktów[13]
  - Najlepszy zawodnik reprezentacji Polski w turnieju[14]
- Mistrzostwa Świata w Hokeju na Lodzie 2023 (I Dywizja)#Grupa A:
  - Piąte miejsce w klasyfikacji strzelców turnieju: 3 gole[15]
  - Trzecie miejsce w klasyfikacji skutecznośc wygrywanych wznowień w turnieju: 60,32%[16]
  - Jeden z trzech najlepszych zawodników reprezentacji w turnieju[17]